# Keiji Muto
Keiji Muto (Fujiyoshida, 23 dicembre 1962) è un ex wrestler giapponese.
È noto per aver ottenuto un grande successo sportivo nel puroresu tanto con il suo nome quanto interpretando The Great Muta, personaggio ispirato al teatro kabuki.

## Carriera
Divenne famoso a cavallo tra gli anni ottanta e novanta, lottando come The Great Muta per la statunitense World Championship Wrestling in una faida molto nota contro Sting. Tornato in Giappone, divenne uno dei lottatori di punta della New Japan Pro-Wrestling: assieme a Shinya Hashimoto e Masahiro Chono fu denominato uno dei "tre moschettieri" della NJPW, in aperta contrapposizione al trio di punta della AJPW, composto da Mitsuharu Misawa, Kenta Kobashi e Toshiaki Kawada. Lottando per la NJPW vinse più volte il titolo del mondo IWGP nonché il titolo mondiale NWA, dominando inoltre la categoria di coppia assieme a Masahiro Chono nel contesto della faida tra i lealisti della NJPW e i ribelli della versione giapponese del New World Order.
Nel 2000 è passato alla AJPW dopo esser stato per anni uno dei lottatori più rappresentativi della rivale New Japan Pro-Wrestling. Dal 2001 è il presidente della AJPW e ha quivi dato origine all'"era dell'amore nel puroresu" (in inglese "Puroresu Love Era"), contribuendo a evitare il fallimento della AJPW e a superare le vecchie logiche competitive tra le maggiori federazioni giapponesi, portando la AJPW a importanti collaborazioni, soprattutto con la vecchia rivale NJPW. Nella AJPW ha ottenuto considerevole successo, vincendo più volte il titolo mondiale della AJPW e riuscendo a detenere, nel 2008, contemporaneamente i due massimi titoli del puroresu, quello dell'AJPW e quello della NJPW.
Il 7 giugno 2011 annunciò le proprie dimissioni dalla carica di presidente della All Japan Pro Wrestling, limitandosi all'attività di wrestler e di membro della commissione di supervisione della federazione. La sua decisione derivò da un incidente accaduto nella vita reale in cui Yoshikazu Taru aggredì Nobukazu Hirai nel backstage di uno show della All Japan Pro Wrestling, fatto che gli causò un ictus dopo aver lottato in un incontro poco tempo dopo. Mutoh si prese la colpa dell'incidente, che portò la All Japan a sospendere non solo Taru, ma anche Kazuhiko Masada, Masayuki Kono e Minoru Tanaka che erano presenti quando è avvenuto l'attacco. Dopo aver passato gran parte del 2011 nel midcard senza essere inserito in nessun feud importante, Mutoh divenne lo sfidante principale di Jun Akiyama, vincitore del Triple Crown Championship da Suwama. Si riunì con Kenta Kobashi all'evento All Together per sconfiggere Akiyama e Takao Omori. Akiyama LO sfidò a un match per il titolo che si svolse il 20 marzo 2012, concluso con la sconfitta di Mutoh.
Il 1º giugno tornò negli Stati Uniti per fare un'apparizione nella Pro Wrestling Syndicate di Rahway, New Jersey, lottando in coppia con Kai e sconfiggendo Anthony Nese e Sami Callihan in un tag team match. Nel novembre 2012, Mutoh e i suoi soci vendettero tutte le loro partecipazioni nella All Japan alla Speed Partners per 200 milioni di yen. Nel giugno 2013, a causa del licenziamento del suo vecchio amico e braccio destro Masayuki Uchida dalla federazione, lasciò la All Japan. Dal 2013 al 2023 è stato un free agent e ha militato in svariate federazioni indipendenti giapponesi, ma ha anche lottato negli Stati Uniti.
Intrapreso un tour di addio, ha lottato il suo ultimo match il 21 febbraio 2023 all'evento Keiji Muto Grand Final Pro-Wrestling "Last" Love, dove ha perso contro Tetsuya Naito. Al termine del match, il suo amico-rivale Masahiro Chono, lo ha sfidato ad un match improvvisato, dove è stato Chono a trionfare per sottomissione dopo pochi minuti (il risultato opposto al loro match di debutto di 39 anni prima).

## Titoli e riconoscimenti
- All Japan Pro Wrestling
  - World Tag Team Championship (5) – con Taiyō Kea (1), Arashi (1), Joe Doering (1), Masakatsu Funaki (1) e KENSO (1)
  - AJPW Triple Crown Heavyweight Championship (3)
  - Champion's Carnival (2002, 2004, 2007)
  - Giant Baba Six Man Cup (2002) – con George Hines e Kaz Hayashi
  - January 2 Korakuen Hall Heavyweight Battle Royal (2011)
  - January 3 Korakuen Hall Junior Heavyweight Battle Royal (2011)
  - World's Strongest Tag Determination League (2001) – con Taiyō Kea
  - World's Strongest Tag Determination League (2007) – con Joe Doering
  - World's Strongest Tag Determination League (2009) – con Masakatsu Funaki
- Championship Wrestlign from Florida
  - NWA Florida Heavyweight Championship (1)
- Continental Wrestling Federation
  - NWA Southeastern United States Junior Heavyweight Championship (1)
- Jim Crockett Promotions/World Championship Wrestling
  - NWA World Television Championship (1)
  - WCW World Tag Team Championship (1) – con Vampiro
  - Battle Bowl (1992)
- New Japan Pro-Wrestling
  - IWGP Tag Team Championship (6) – con Hiroshi Hase (2), Masahiro Chono (2), Shiro Toshinaka (1) e Taiyo Kea (1)
  - IWGP Heavyweight Championship (4)
  - NWA World Heavyweight Championship (1)
  - Greatest 18 Championship (1)
  - G1 Climax (1995)
  - Super Grade Tag League/G1 Tag League (1993, 1994) – con Hiroshi Hase
  - G1 Tag League (1997) – con Masahiro Chono
  - G1 Tag League (1998) – con Satoshi Kojima
  - G1 Tag League (1999) – con Scott Norton
  - MVP Award (2001)
  - Singles Best Bout (2001) - vs. Yuji Nagata il 12 agosto
  - Tag Team Best Bout (2001) - con Hiroshi Hase vs. Jun Akiyama e Yuji Nagata l'8 ottobre
- Pro Wrestling Illustrated
  - 3º tra i 500 migliori wrestler singoli nella PWI 500 (2002)
  - 25º tra i 500 migliori wrestler singoli di tutti i tempi nella "PWI Years" (2003)
- Tokyo Sports
  - Match of the Year (1999) - vs. Genichiro Tenryu il 3 maggio
  - Match of the Year (2011) - con Kenta Kobashi vs. Takashi Iizuka e Toru Yano a All Together
  - Performance Award (1998)
  - Rookie of the Year (1986)
  - Special Award (1989)
  - Tag Team of the Year (1990) - con Masahiro Chono
  - Tag Team of the Year (2005) - con Akebono
  - Wrestler of the Year (1995, 1999, 2001, 2008)
- Total Nonstop Action Wrestling
  - Global Impact Tournament (2015) – con il Team International
- World Wrestling Council
  - WWC Puerto Rico Heavyweight Championship (1)
  - WWC World Television Championship (1)
- WWE
  - WWE Hall of Fame (classe del 2023)
- Wrestle-1
  - Wrestle-1 Championship (1)
- Wrestling Observer Newsletter
  - 5 Star Match (1987) - con Shiro Koshinaka vs. Akira Maeda e Nobuhiko Takada il 20 marzo
  - Best Wrestling Maneuver (2001) - shining wizard
  - Match of the Year (2001) - vs. Genichiro Tenryu l'8 giugno
  - Most Improved (2001)
  - Wrestler of the Year (2001)
  - Wrestling Observer Newsletter Hall of Fame (classe del 1999)

Altri riconoscimenti
- Bahamut Championship (1) – con Sugi-chan